# Museo Civico Archeologico Bologna

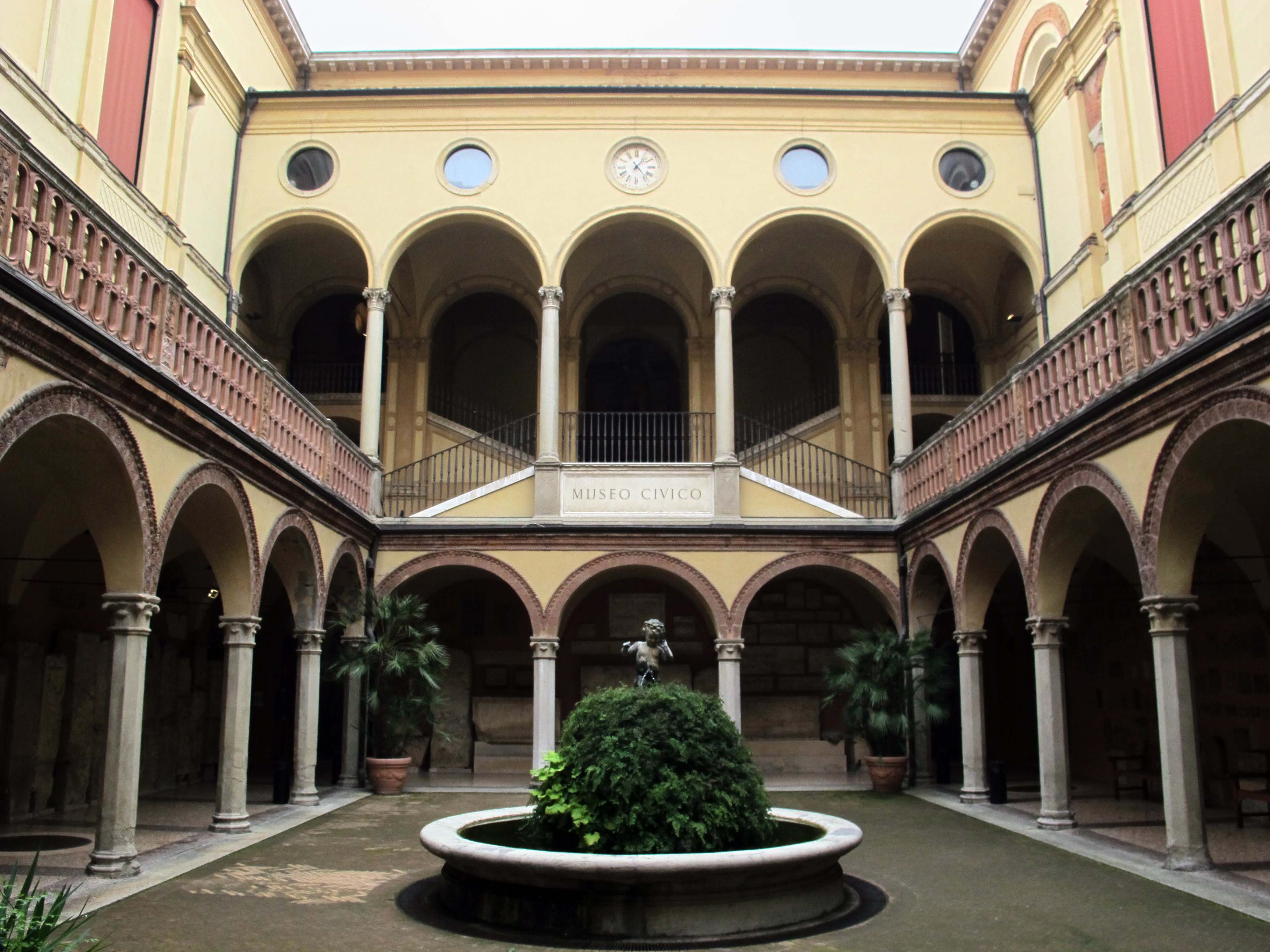
Innenhof des Museums

Das Museo Civico Archeologico in Bologna ist eine Sammlung, die die Archäologie der Stadt Bologna abdeckt, aber auch Werke anderer Regionen und Kulturen umfasst. Es gibt eine ägyptische Abteilung, griechische und römische Antiken, eine Abgusssammlung und ein Münzkabinett. Die lokalarchäologischen Sammlungen decken die Geschichte der Region des antiken Bologna von der Vorgeschichte über die etruskische Zeit (Felsina) und die keltische Periode (Boier) bis zum Ende der Römerzeit (Bononia) ab.
Das Museum wurde am 25. September 1881 im heutigen Bau eröffnet und beherbergte zwei Sammlungen, eine archäologische Sammlung sowie eine mittelalterliche und moderne Sammlung. Die letztere Sammlung wurde 1985 in das Museo Civico Medievale im Palazzo Ghisilardi-Fava ausgelagert.